# Lux Dag för Dag

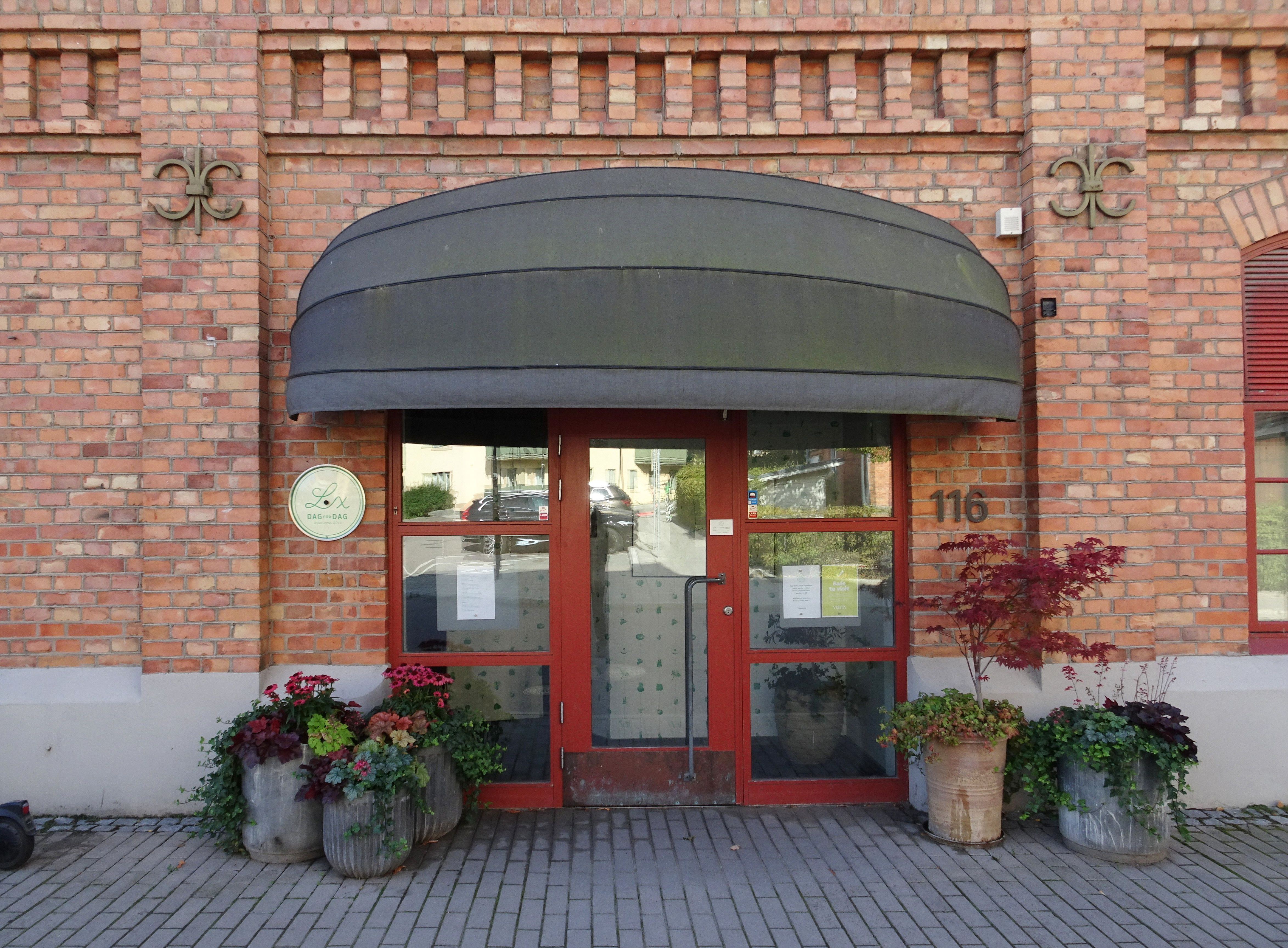
Restaurang Lux entré, 2020.

Lux Dag för Dag (tidigare Lux Stockholm) är en restaurang belägen vid Primusgatan 116 på Lilla Essingen i Stockholm.

## Historik
Den K-märkta byggnaden från 1916, där restaurangen har sina lokaler, var ursprungligen en av Aktiebolaget Lux verkstadsbyggnader och senare Electrolux matsal. I kvarteret bakom låg tidigare restaurangens konditori Lux Dessert och Choklad, numera finns konditoriet inom restaurangen. Lux Dessert och Choklad är helt fristående och har bytt namn till Dessert & Choklad Stockholm.
Mellan 2004 och 2013 innehade restaurangen även en stjärna i den prestigefyllda Guide Michelin. 2003 utnämnde Dagens Industri Lux till "Årets affärskrog 2003" och 2005 vann restaurangen en andra Gulddrake av Dagens Nyheter i kategorin Lyx. Restaurangen drevs då av kocken Peter Johansson och Henrik Norström med fruar.
År 2013 stängde restaurangen och återöppnade som Lux Dag för Dag, en bistro utan fokus på lyx men med tyngdpunkt den råvara som är aktuell för säsongen. Henrik Norström är fortfarande ledare och bidrar även med vilt från sitt eget jaktlag och grönsaker från trädgården.

## Bilder

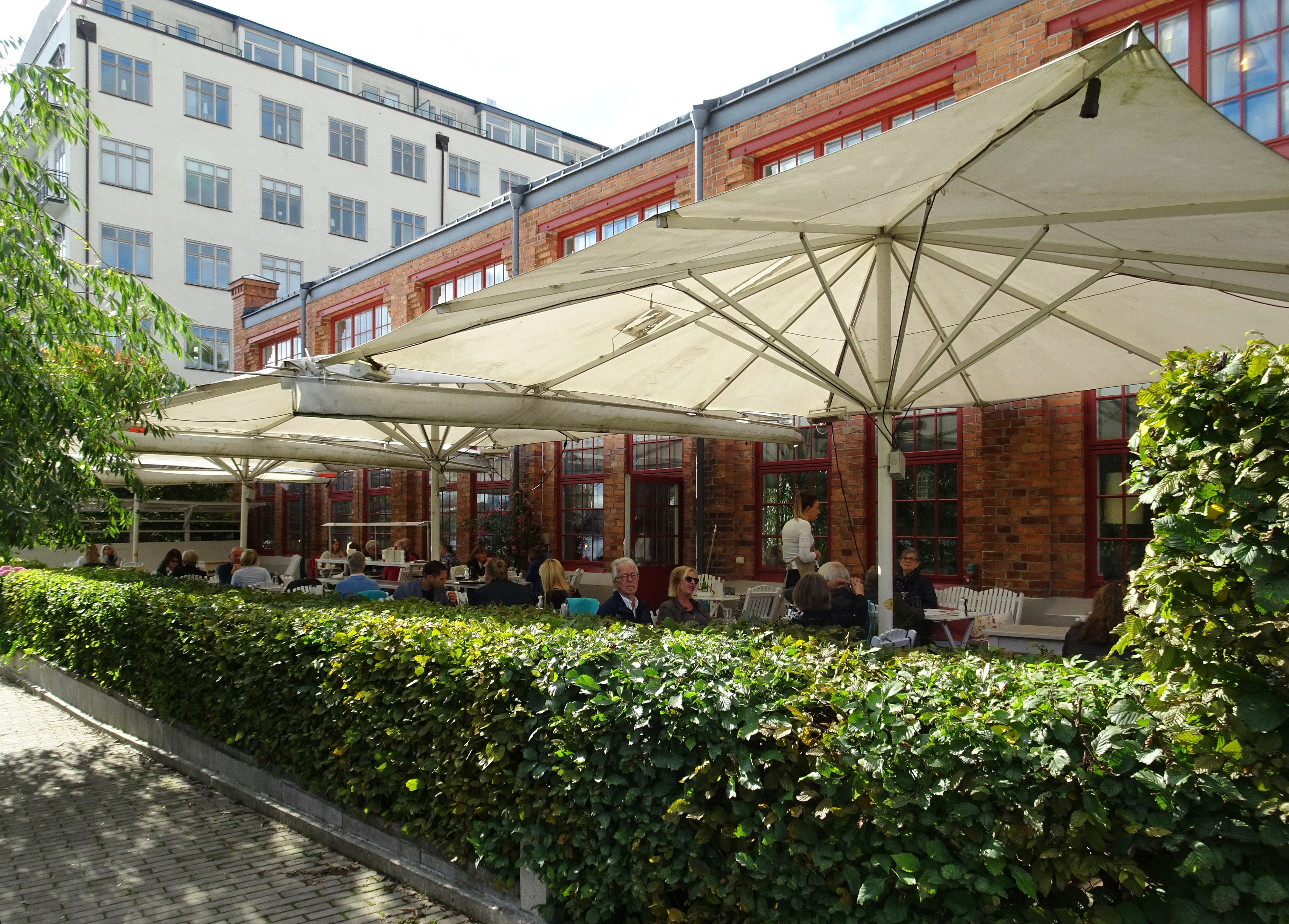
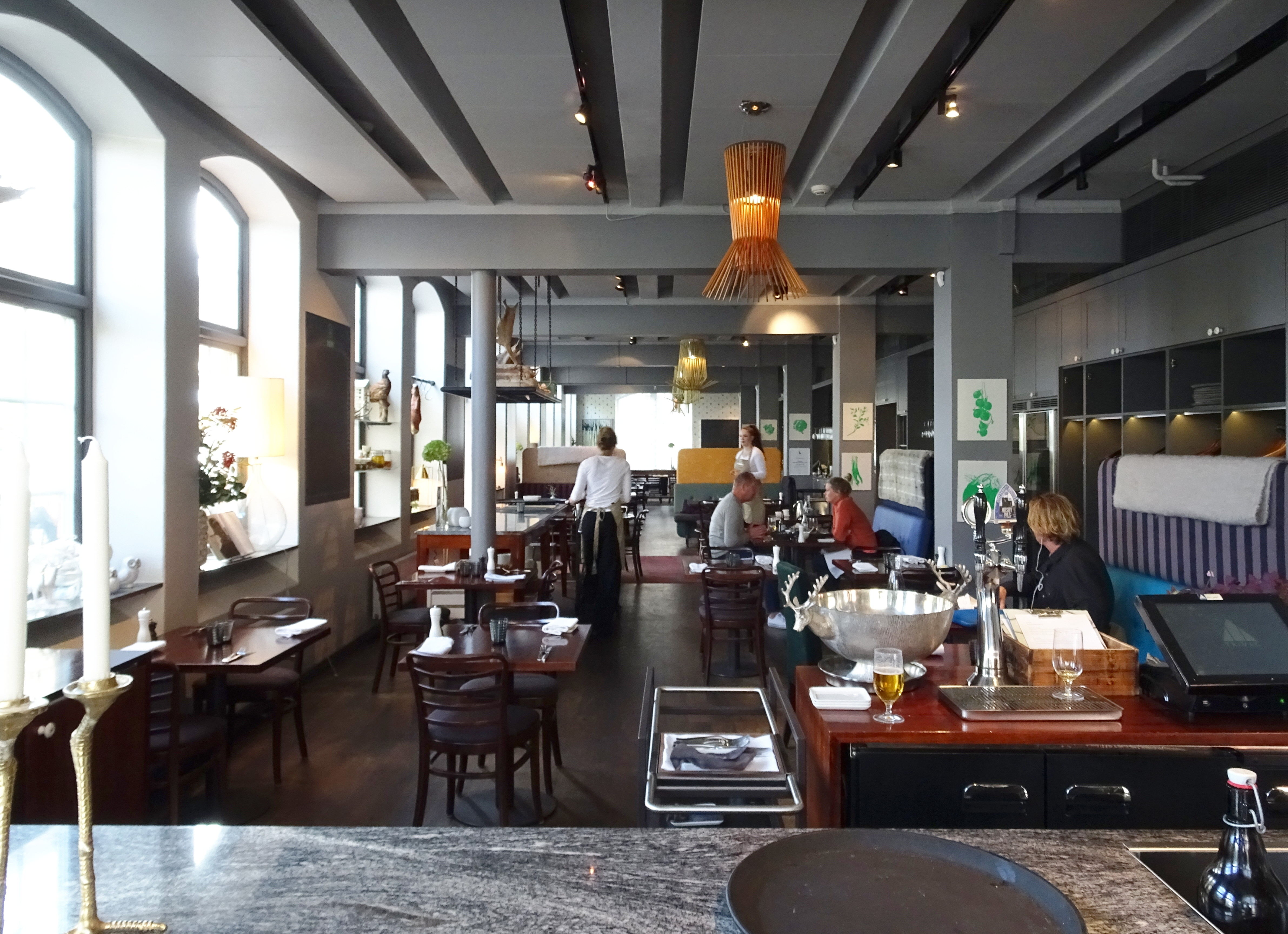
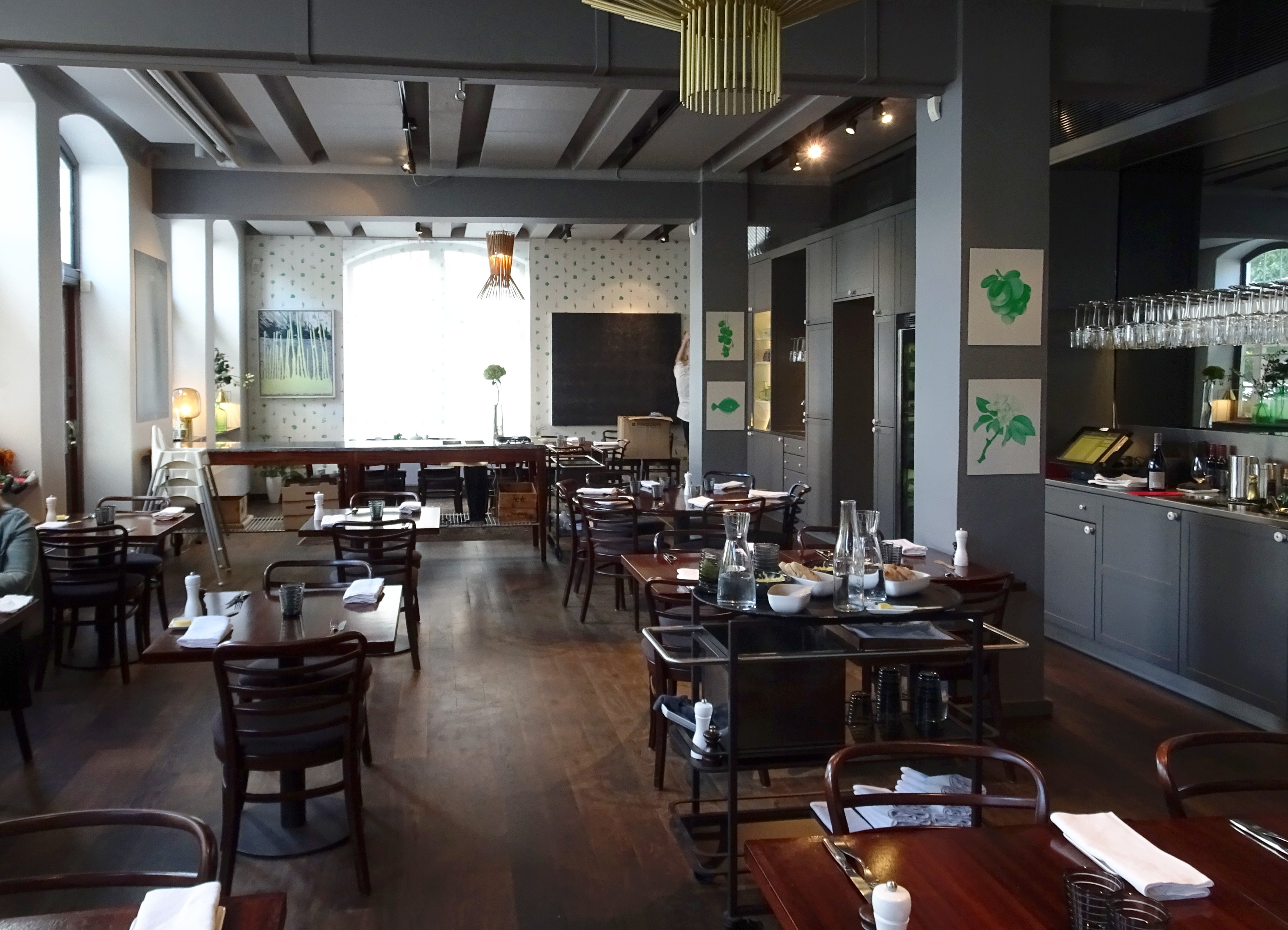
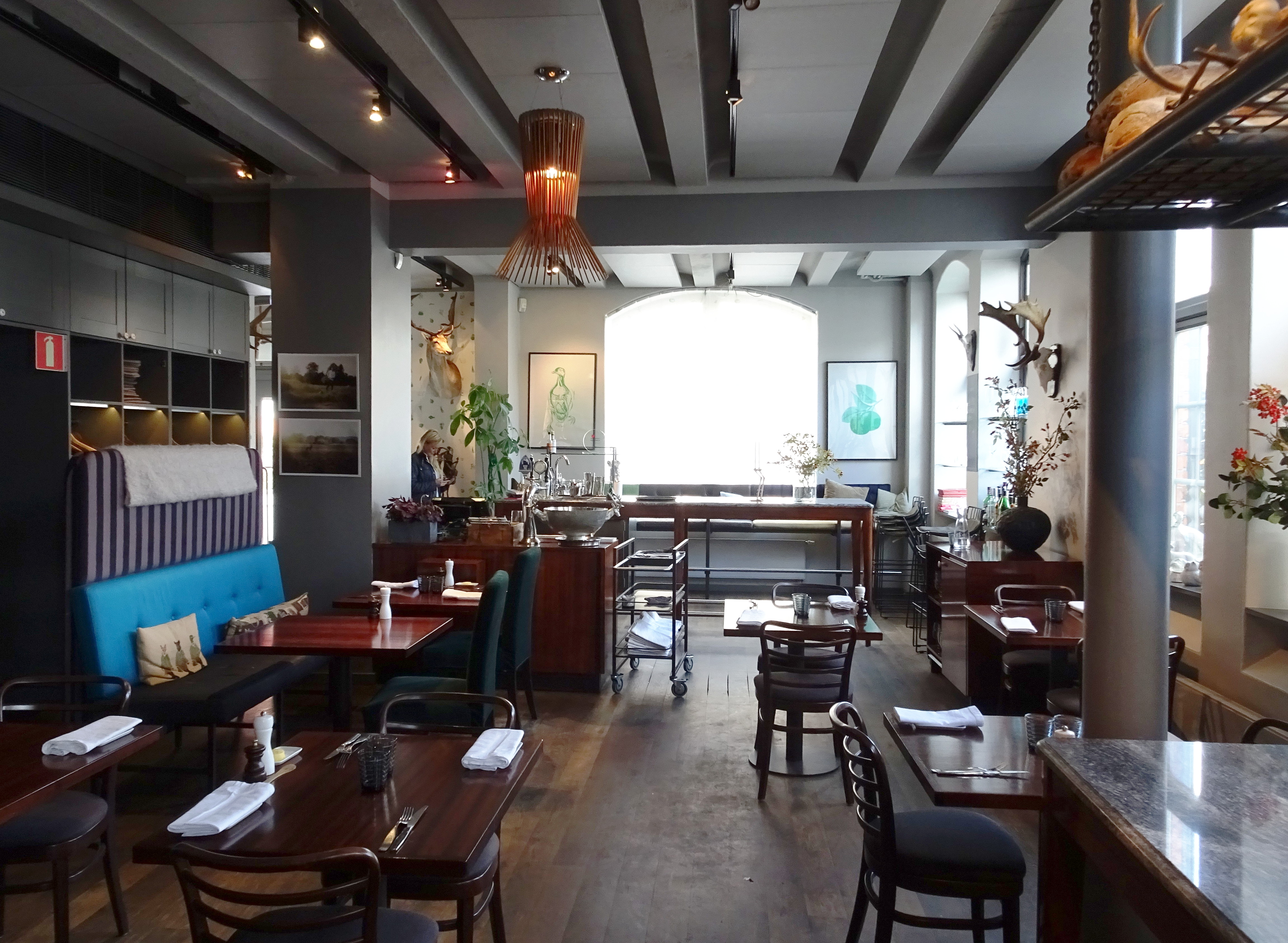